# Lamu : Un rêve sans fin
Autre
Lamu : Un rêve sans fin (うる星やつら2 ビューティフルドリーマー, Urusei Yatsura 2 Byūtifuru Dorīmā, litt. Lamu: Beautiful Dreamer) est un film d’animation japonais réalisé par Mamoru Oshii et sorti en 1984. Il s’agit de la seconde adaptation au cinéma du manga Urusei yatsura. En France, le film est distribué en DVD par Kazé.

## Histoire

### Synopsis
Nous retrouvons dans le film tous les personnages du manga : Lamu, la princesse extraterrestre, son fiancé humain Ataru, etc. L’histoire se passe la veille d’un grand festival scolaire dans leur lycée, mais étrangement, ce jour se répète sans fin, irréellement, comme dans un rêve.

## Personnages
Présentation des personnages principaux :
- Lamu : C’est une extraterrestre dotée de nombreux pouvoirs fantastiques qui est folle amoureuse d’Ataru.
- Ataru Moroboshi : Désinvolte, immature et coureur de jupon, Ataru n’en est pas moins devenu le fiancé de Lamu à la suite d'un quiproquo.

## Analyse de l’œuvre

### Sortie et réception
Le film est sorti au cinéma au Japon le 11 février 1984, mais le public ne fut guère au rendez-vous. En France, c’est Kazé qui publie une édition DVD le 21 juin 2004, bien qu’une version VHS avait été réalisée par Tonkam Vidéo dès 1995.
Les fans de la série originale furent majoritairement indignés par l’orientation que Mamoru Oshii a pris pour ce film, en s’éloignant radicalement de la comédie sentimentale. La mangaka elle-même failli rejeter le scénario. Pourtant, un tout autre public salua l’œuvre comme l’avènement du film d’auteur dans l’animation japonaise, avec Nausicaä de la vallée du vent de Hayao Miyazaki sorti la même année.

## Fiche technique
Sources : Imdb, Animenetwork,,.
- Type : anime
- Origine :  Japon
- Date de sortie : 11 février 1984
- Durée : 98 minutes
- D’après une œuvre de : Rumiko Takahashi
- Réalisateur et scénariste : Mamoru Oshii
- Compositeur : Katsu Hoshi, Yuuko Matsutani
- Directeur artistique : Shichiro Kobayashi
- Directeur de l’animation : Kazuo Yamazaki et Yuji Moriyama
- Directeur du son : Shigeharu Shiba et Hiroshi Hayakawa
- Directeur de la photographie : Shigeharu Shiba
- Producteur exécutif : Hidenori Taga
- Studio : Studio Pierrot, Kitty[8]

## Musique
- Générique de fin : Ai wa Boomerang by Yuko Matsutani de Yuuko Matsutani[7].

## Différences avec le manga
L’atmosphère du film est radicalement différente du shōnen manga original (plus proche de la comédie), en raison de la volonté de Mamoru Oshii de s’affranchir des attentes du box office. En effet, le film se tourne vers des questions comme les limites du réel et du temps et donc, de la réalité du vécu et de l’existence,. L’histoire s’inspire aussi d’une autre œuvre que le manga : un conte de fées pour enfant nommé Urashima Tarō.
Pour beaucoup, ce fut le premier film personnel d’Oshii, dans lequel il développe ses thèmes et son style qui éclateront dans ses œuvres ultérieures, comme Ghost in the Shell.

## Doublage
|                    | Japonais,           | Français,        |
| ------------------ | ------------------- | ---------------- |
| Lamu               | Fumi Hirano         | Dominique Vallee |
| Ataru Moroboshi    | Toshio Furukawa     | Benjamin Pascal  |
| Shûtarô Mendô      | Akira Kamiya        | Cyrille Artaux   |
| Shinobu Miyake     | Saeko Shimazu       | Nathalie Bleynie |
| Megane             | Shigeru Chiba       | Olivier Korol    |
| Sakura             | Machiko Washio      | Chantal Baroin   |
| Le professeur      | Tomomichi Nishimura | Gilbert Levy     |
| Chibi              | Issei Futamata      |                  |
| Ten                | Kazuko Sugiyama     |                  |
| Ryûnosuke Fujinami | Mayumi Tanaka       |                  |
| Kakugari           | Shinji Nomura       |                  |
| Mujaki             | Takuya Fujioka      |                  |
| Perm               | Akira Murayama      |                  |
| Cherry             | Ichirô Nagai        |                  |

## Slogan d'introduction
Résumé en introduction, est-ce un rêve ou un cauchemar ? ou pour résumer : vivons-nous toujours dans la réalité que nous croyons être ?.

## Anniversaire de sortie du film
Pour les 40 ans de l'anniversaire de sa diffusion, il sera diffusé en avant-première sur "Catsuka.com" 10 ans après sa sortit en dvd en été 2004,.